# Брыжинский, Михаил Иванович
Михаил Иванович Брыжинский (6 октября 1951, Новые Турдаки, Мордовская АССР — 22 декабря 2020) — советский мордовский писатель и педагог, член Союза писателей СССР, Народный писатель Республики Мордовия.

## Биография
Родился в семье учителей Ивана Сергеевича Брыжинского и Надежды Андреевны Фатькиной. Окончил Новотурдаковскую среднюю школу в 1968 году и филологический факультет Мордовского педагогического института. В 1977 году, после службы в армии, устроился в школу в родном селе работать учителем родного языка и литературы.
Первую повесть «Половт» («Набат») о борьбе русских и мордвы против монголо-татарского ига опубликовал в 1983 году. В 1986 году выпустил повесть на русском «Ради братий своих» о восстании Степана Разина и жизни Алёны Арзамасской, в 1988 году — роман «Поклонись борозде» о сельской жизни. В 1991 году опубликовал сборник рассказов на мордовском языке «Эрямодо надобия» («Лекарство от жизни»), куда вошли три рассказа, триптих «Заку-ун» и эссе «Пингень гайть» («Звон эпох»), вышедшее в 2004 году. В эссе Брыжинский рассказывал о происхождении мордовского народа с научной точки зрения, подкрепляя утверждения научными доказательствами. В 2008 году он выпустил этнографическую повесть «Кирдажт» («Ровесники»), в которой в художественной форме рассказывается об истории мордовского народа и обряду посвящения юноши в мужчины, показываются обстоятельства формирования характера и мировоззрения человека в период его полной зависимости от приспособленности к условиям существования в окружающей среде. Также Брыжинский известен как автор «Русско-эрзянского школьного словаря» (2015) и как автор учебника-хрестоматии по мордовской литературе, выпущенного им вместе с супругой Надеждой Никифоровной.
Член Союза писателей СССР с 1990 года. Почётный работник общего образования РСФСР. Лауреат Госпремии Республики Мордовия (2004). Народный писатель Республики Мордовия (2014).